# Абу Саад Хосров Шах
Абу Саад Хосров Шах (*д/н — після 1055) — емір Фарсу в 1051—1054 роках.

## Життєпис
Походив з династії Буїдів. Син шахіншаха Абу Каліджара. Про дату народження нічого невідомо. При народженні отримав ім'я Хосров. У 1048 році після смерті батька підтримав свого брата Аль-Маліка аль-Рахіма, який оголосив себе старшим еміром та зайняв Багдад. Водночас у провінції Фарс повстав інший брат Абу Мансур Фулад Сутун. Хосрову було доручено очолити похід проти останнього. У 1049 році Хосров захопив майже увесь Фарс, втім конфлікти між деламітами та тюркськими найманцями послабили військо. Задля збереження армії Хосров повернувся до Іраку, не домігшись повної перемоги.
У 1051 році разом з аль-Рахімом вдерся до Фарсу, вдруге перемігши Абу Мансура, який втік до Сельджуків. Після цього Хосров під іменем Абу Саад Хосров Шах стає еміром Фарсу. Водночас визнав зверхність аль-Рахіма. Втім вже у 1053 році змушений був боротися проти Абу Мансура, який отримав військову підтримку від Держави Сельджуків. У 1054 році Абу Саад зазнав поразки й вимушений був тікати до Багдаду.
В подальшому залишався одним з найбільш наближених до еміра аль-Рахіма. Разом з ним боровся проти сельджуцького вторгнення, втім зазнав невдачі. У 1055 році Багдад було остаточно захоплено Тогрул-беком, володарем Сельджуків, який повалив аль-Рахіма. Напевне Абу Саада Хосров Шаха заслано на північ Персії, де той помер у 1057 або 1058 році.